# Liste der Baudenkmäler im Kölner Stadtteil Gremberghoven
Die folgende Liste enthält die in der Denkmalliste ausgewiesenen Baudenkmäler auf dem Gebiet des Stadtteils Köln-Gremberghoven, Stadtbezirk Köln-Porz, Nordrhein-Westfalen.
Hinweis: Die Reihenfolge der Baudenkmäler in dieser Liste orientiert sich an den Straßennamen und ist alternativ nach Hausnummern, Denkmallistennummer oder Bezeichnung sortierbar.
Basis ist die offizielle Kölner Denkmalliste (22. Mai 2015), die Baudenkmäler und Denkmalbereiche auflistet. Dabei kann es sich beispielsweise um Sakralbauten, Wohn- und Fachwerkhäuser, historische Gutshöfe und Adelsbauten, Industrieanlagen, Wegekreuze und andere Kleindenkmäler sowie Grabmale und Grabstätten, die eine besondere Bedeutung für die Geschichte Kölns haben, handeln. Grundlage für die Aufnahme in die offiziellen Denkmallisten ist das Denkmalschutzgesetz Nordrhein Westfalens.

Denkmäler nach Straßen geordnet: B | F | G | H | L | R | T
| Bild                                    | Bezeichnung                                                         | Lage                                    | Beschreibung       | Bauzeit   | Einge- tragen seit | Denk- mal- nr. |
| --------------------------------------- | ------------------------------------------------------------------- | --------------------------------------- | ------------------ | --------- | ------------------ | -------------- |
| BW                                      | Grünanlage/baumbestandene Straßenerweiterung Siedlung Gremberghoven | Gremberghoven Karte                     |                    |           | 6. November 2003   | 8640.0.0       |
| BW                                      | Siedlung Gremberghoven                                              | Gremberghoven Bahnhofplatz 1 Karte      |                    | 1919-1929 | 6. November 2003   | 8640.1.1       |
| BW                                      | Siedlung Gremberghoven                                              | Gremberghoven Bahnhofplatz 2 Karte      |                    | 1919-1929 | 6. November 2003   | 8640.1.2       |
| BW                                      | Siedlung Gremberghoven                                              | Gremberghoven Bahnhofplatz 3 Karte      |                    | 1919-1929 | 6. November 2003   | 8640.1.3       |
| BW                                      | Siedlung Gremberghoven                                              | Gremberghoven Bahnhofplatz 4 Karte      |                    | 1919-1929 | 6. November 2003   | 8640.1.4       |
| BW                                      | Siedlung Gremberghoven                                              | Gremberghoven Bahnhofplatz 5 Karte      |                    | 1919-1929 | 6. November 2003   | 8640.1.5       |
| BW                                      | Siedlung Gremberghoven                                              | Gremberghoven Bahnhofplatz 6 Karte      |                    | 1919-1929 | 6. November 2003   | 8640.1.6       |
| BW                                      | Siedlung Gremberghoven                                              | Gremberghoven Bahnhofplatz 7 Karte      |                    | 1919-1929 | 6. November 2003   | 8640.1.7       |
| BW                                      | Siedlung Gremberghoven                                              | Gremberghoven Bahnhofplatz 13 Karte     |                    | 1919-1929 | 6. November 2003   | 8640.1.13      |
| BW                                      | Siedlung Gremberghoven                                              | Gremberghoven Bahnhofplatz 14 Karte     |                    | 1919-1929 | 6. November 2003   | 8640.1.14      |
| BW                                      | Siedlung Gremberghoven                                              | Gremberghoven Frankenplatz 1 Karte      |                    | 1919-1929 | 6. November 2003   | 8640.2.1       |
| BW                                      | Siedlung Gremberghoven                                              | Gremberghoven Frankenplatz 2 Karte      |                    | 1919-1929 | 6. November 2003   | 8640.2.2       |
| Fotos hochladen                         | Siedlung Gremberghoven                                              | Gremberghoven Frankenplatz 3 Karte      |                    | 1919-1929 | 6. November 2003   | 8640.2.3       |
| BW                                      | Siedlung Gremberghoven                                              | Gremberghoven Frankenplatz 4 Karte      |                    | 1919-1929 | 6. November 2003   | 8640.2.4       |
| BW                                      | Siedlung Gremberghoven                                              | Gremberghoven Frankenplatz 5 Karte      |                    | 1919-1929 | 6. November 2003   | 8640.2.5       |
| BW                                      | Siedlung Gremberghoven                                              | Gremberghoven Frankenplatz 6 Karte      |                    | 1919-1929 | 6. November 2003   | 8640.2.6       |
| BW                                      | Siedlung Gremberghoven                                              | Gremberghoven Frankenplatz 7 Karte      |                    | 1919-1929 | 6. November 2003   | 8640.2.7       |
| BW                                      | Siedlung Gremberghoven                                              | Gremberghoven Frankenplatz 8 Karte      |                    | 1919-1929 | 6. November 2003   | 8640.2.8       |
| BW                                      | Siedlung Gremberghoven                                              | Gremberghoven Frankenplatz 9 Karte      |                    | 1919-1929 | 6. November 2003   | 8640.2.9       |
| BW                                      | Siedlung Gremberghoven                                              | Gremberghoven Frankenplatz 10 Karte     |                    | 1919-1929 | 6. November 2003   | 8640.2.10      |
| BW                                      | Siedlung Gremberghoven                                              | Gremberghoven Frankenplatz 11 Karte     |                    | 1919-1929 | 6. November 2003   | 8640.2.11      |
| BW                                      | Siedlung Gremberghoven                                              | Gremberghoven Frankenplatz 12 Karte     |                    | 1919-1929 | 6. November 2003   | 8640.2.12      |
| weitere Bilder Fotos hochladen          | Kirche Heilig Geist u. Pfarrhaus                                    | Gremberghoven Frankenplatz 13-15 Karte  |                    | 1955–1957 | 18. Januar 1994    | 7017           |
| BW                                      | Siedlung Gremberghoven                                              | Gremberghoven Frankenplatz 14 Karte     |                    | 1919-1929 | 6. November 2003   | 8640.2.14      |
| BW                                      | Siedlung Gremberghoven                                              | Gremberghoven Frankenplatz 16 Karte     |                    | 1919-1929 | 6. November 2003   | 8640.2.16      |
| BW                                      | Siedlung Gremberghoven                                              | Gremberghoven Gotenstr. 2 Karte         |                    | 1919-1929 | 6. November 2003   | 8640.3.2       |
| BW                                      | Siedlung Gremberghoven                                              | Gremberghoven Gotenstr. 4 Karte         |                    | 1919-1929 | 6. November 2003   | 8640.3.4       |
| BW                                      | Siedlung Gremberghoven                                              | Gremberghoven Hohenstaufenstr. 1 Karte  |                    | 1919-1929 | 6. November 2003   | 8640.4.1       |
| Direkt Bild zu diesem Denkmal hochladen | Siedlung Gremberghoven                                              | Gremberghoven Hohenstaufenstr. 2        |                    | 1919-1929 | 6. November 2003   | 8640.4.2       |
| BW                                      | Siedlung Gremberghoven                                              | Gremberghoven Hohenstaufenstr. 3 Karte  |                    | 1919-1929 | 6. November 2003   | 8640.4.3       |
| BW                                      | Siedlung Gremberghoven                                              | Gremberghoven Hohenstaufenstr. 4 Karte  |                    | 1919-1929 | 6. November 2003   | 8640.4.4       |
| BW                                      | Siedlung Gremberghoven                                              | Gremberghoven Hohenstaufenstr. 5 Karte  |                    | 1919-1929 | 6. November 2003   | 8640.4.5       |
| BW                                      | Siedlung Gremberghoven                                              | Gremberghoven Hohenstaufenstr. 6 Karte  |                    | 1919-1929 | 6. November 2003   | 8640.4.6       |
| BW                                      | Siedlung Gremberghoven                                              | Gremberghoven Hohenstaufenstr. 7 Karte  |                    | 1919-1929 | 6. November 2003   | 8640.4.7       |
| BW                                      | Siedlung Gremberghoven                                              | Gremberghoven Hohenstaufenstr. 8 Karte  |                    | 1919-1929 | 6. November 2003   | 8640.4.8       |
| BW                                      | Siedlung Gremberghoven                                              | Gremberghoven Hohenstaufenstr. 9 Karte  |                    | 1919-1929 | 6. November 2003   | 8640.4.9       |
| BW                                      | Siedlung Gremberghoven                                              | Gremberghoven Hohenstaufenstr. 10 Karte |                    | 1919-1929 | 6. November 2003   | 8640.4.10      |
| BW                                      | Siedlung Gremberghoven                                              | Gremberghoven Hohenstaufenstr. 11 Karte |                    | 1919-1929 | 6. November 2003   | 8640.4.11      |
| BW                                      | Siedlung Gremberghoven                                              | Gremberghoven Hohenstaufenstr. 12 Karte |                    | 1919-1929 | 6. November 2003   | 8640.4.12      |
| BW                                      | Siedlung Gremberghoven                                              | Gremberghoven Hohenstaufenstr. 13 Karte |                    | 1919-1929 | 6. November 2003   | 8640.4.13      |
| BW                                      | Siedlung Gremberghoven                                              | Gremberghoven Hohenstaufenstr. 14 Karte |                    | 1919-1929 | 6. November 2003   | 8640.4.14      |
| BW                                      | Siedlung Gremberghoven                                              | Gremberghoven Hohenstaufenstr. 15 Karte |                    | 1919-1929 | 6. November 2003   | 8640.4.15      |
| BW                                      | Siedlung Gremberghoven                                              | Gremberghoven Hohenstaufenstr. 16 Karte |                    | 1919-1929 | 6. November 2003   | 8640.4.16      |
| BW                                      | Siedlung Gremberghoven                                              | Gremberghoven Hohenstaufenstr. 17 Karte |                    | 1919-1929 | 6. November 2003   | 8640.4.17      |
| BW                                      | Siedlung Gremberghoven                                              | Gremberghoven Hohenstaufenstr. 18 Karte |                    | 1919-1929 | 6. November 2003   | 8640.4.18      |
| BW                                      | Siedlung Gremberghoven                                              | Gremberghoven Hohenstaufenstr. 19 Karte |                    | 1919-1929 | 6. November 2003   | 8640.4.19      |
| BW                                      | Siedlung Gremberghoven                                              | Gremberghoven Hohenstaufenstr. 20 Karte |                    | 1919-1929 | 6. November 2003   | 8640.4.20      |
| BW                                      | Siedlung Gremberghoven                                              | Gremberghoven Hohenstaufenstr. 21 Karte |                    | 1919-1929 | 6. November 2003   | 8640.4.21      |
| BW                                      | Siedlung Gremberghoven                                              | Gremberghoven Hohenstaufenstr. 22 Karte |                    | 1919-1929 | 6. November 2003   | 8640.4.22      |
| BW                                      | Siedlung Gremberghoven                                              | Gremberghoven Hohenstaufenstr. 23 Karte |                    | 1919-1929 | 6. November 2003   | 8640.4.23      |
| BW                                      | Siedlung Gremberghoven                                              | Gremberghoven Hohenstaufenstr. 24 Karte |                    | 1919-1929 | 6. November 2003   | 8640.4.24      |
| BW                                      | Siedlung Gremberghoven                                              | Gremberghoven Hohenstaufenstr. 25 Karte |                    | 1919-1929 | 6. November 2003   | 8640.4.25      |
| BW                                      | Siedlung Gremberghoven                                              | Gremberghoven Hohenstaufenstr. 26 Karte |                    | 1919-1929 | 6. November 2003   | 8640.4.26      |
| BW                                      | Siedlung Gremberghoven                                              | Gremberghoven Hohenstaufenstr. 27 Karte |                    | 1919-1929 | 6. November 2003   | 8640.4.27      |
| BW                                      | Siedlung Gremberghoven                                              | Gremberghoven Hohenstaufenstr. 28 Karte |                    | 1919-1929 | 6. November 2003   | 8640.4.28      |
| BW                                      | Siedlung Gremberghoven                                              | Gremberghoven Hohenstaufenstr. 29 Karte |                    | 1919-1929 | 6. November 2003   | 8640.4.29      |
| BW                                      | Siedlung Gremberghoven                                              | Gremberghoven Hohenstaufenstr. 30 Karte |                    | 1919-1929 | 6. November 2003   | 8640.4.30      |
| BW                                      | Siedlung Gremberghoven                                              | Gremberghoven Hohenstaufenstr. 31 Karte |                    | 1919-1929 | 6. November 2003   | 8640.4.31      |
| BW                                      | Siedlung Gremberghoven                                              | Gremberghoven Hohenstaufenstr. 32 Karte |                    | 1919-1929 | 6. November 2003   | 8640.4.32      |
| BW                                      | Siedlung Gremberghoven                                              | Gremberghoven Hohenstaufenstr. 33 Karte |                    | 1919-1929 | 6. November 2003   | 8640.4.33      |
| BW                                      | Siedlung Gremberghoven                                              | Gremberghoven Hohenstaufenstr. 34 Karte |                    | 1919-1929 | 6. November 2003   | 8640.4.34      |
| BW                                      | Siedlung Gremberghoven                                              | Gremberghoven Hohenstaufenstr. 36 Karte |                    | 1919-1929 | 6. November 2003   | 8640.4.36      |
| BW                                      | Siedlung Gremberghoven                                              | Gremberghoven Hohenstaufenstr. 38 Karte |                    | 1919-1929 | 6. November 2003   | 8640.4.38      |
| BW                                      | Siedlung Gremberghoven                                              | Gremberghoven Hohenstaufenstr. 40 Karte |                    | 1919-1929 | 6. November 2003   | 8640.4.40      |
| BW                                      | Siedlung Gremberghoven                                              | Gremberghoven Hohenstaufenstr. 42 Karte |                    | 1919-1929 | 6. November 2003   | 8640.4.42      |
| BW                                      | Siedlung Gremberghoven                                              | Gremberghoven Hohenstaufenstr. 44 Karte |                    | 1919-1929 | 6. November 2003   | 8640.4.44      |
| BW                                      | Siedlung Gremberghoven                                              | Gremberghoven Hohenstaufenstr. 46 Karte |                    | 1919-1929 | 6. November 2003   | 8640.4.46      |
| BW                                      | Siedlung Gremberghoven                                              | Gremberghoven Hohenstaufenstr. 48 Karte |                    | 1919-1929 | 6. November 2003   | 8640.4.48      |
| Direkt Bild zu diesem Denkmal hochladen | Siedlung Gremberghoven                                              | Gremberghoven Hohenstaufenstr. 50       |                    | 1919-1929 | 6. November 2003   | 8640.4.50      |
| Direkt Bild zu diesem Denkmal hochladen | Siedlung Gremberghoven                                              | Gremberghoven Hohenstaufenstr. 52       |                    | 1919-1929 | 6. November 2003   | 8640.4.52      |
| BW                                      | Siedlung Gremberghoven                                              | Gremberghoven Hohenstaufenstr. 54 Karte |                    | 1919-1929 | 6. November 2003   | 8640.4.54      |
| BW                                      | Siedlung Gremberghoven                                              | Gremberghoven Hohenstaufenstr. 56 Karte |                    | 1919-1929 | 6. November 2003   | 8640.4.56      |
| BW                                      | Siedlung Gremberghoven                                              | Gremberghoven Hohenstaufenstr. 58 Karte |                    | 1919-1929 | 6. November 2003   | 8640.4.58      |
| BW                                      | Siedlung Gremberghoven                                              | Gremberghoven Hohenstaufenstr. 60 Karte |                    | 1919-1929 | 6. November 2003   | 8640.4.60      |
| BW                                      | Siedlung Gremberghoven                                              | Gremberghoven Hohenstaufenstr. 62 Karte |                    | 1919-1929 | 6. November 2003   | 8640.4.62      |
| BW                                      | Siedlung Gremberghoven                                              | Gremberghoven Hohenstaufenstr. 64 Karte |                    | 1919-1929 | 6. November 2003   | 8640.4.64      |
| BW                                      | Siedlung Gremberghoven                                              | Gremberghoven Langobardenplatz 1 Karte  |                    | 1919-1929 | 6. November 2003   | 8640.5.1       |
| BW                                      | Siedlung Gremberghoven                                              | Gremberghoven Langobardenplatz 2 Karte  |                    | 1919-1929 | 6. November 2003   | 8640.5.2       |
| BW                                      | Siedlung Gremberghoven                                              | Gremberghoven Langobardenplatz 3 Karte  |                    | 1919-1929 | 6. November 2003   | 8640.5.3       |
| BW                                      | Siedlung Gremberghoven                                              | Gremberghoven Langobardenplatz 4 Karte  |                    | 1919-1929 | 6. November 2003   | 8640.5.4       |
| BW                                      | Siedlung Gremberghoven                                              | Gremberghoven Rather Str. 1 Karte       |                    | 1919-1929 | 6. November 2003   | 8640.6.1       |
| Direkt Bild zu diesem Denkmal hochladen | Siedlung Gremberghoven                                              | Gremberghoven Rather Str. 2             |                    | 1919-1929 | 6. November 2003   | 8640.6.2       |
| BW                                      | Siedlung Gremberghoven                                              | Gremberghoven Rather Str. 3 Karte       |                    | 1919-1929 | 6. November 2003   | 8640.6.3       |
| Fotos hochladen                         | Siedlung Gremberghoven                                              | Gremberghoven Rather Str. 4 Karte       |                    | 1919–1929 | 6. November 2003   | 8640.6.4       |
| BW                                      | Siedlung Gremberghoven                                              | Gremberghoven Rather Str. 5 Karte       |                    | 1919-1929 | 6. November 2003   | 8640.6.5       |
| BW                                      | Siedlung Gremberghoven                                              | Gremberghoven Rather Str. 6 Karte       |                    | 1919-1929 | 6. November 2003   | 8640.6.6       |
| BW                                      | Siedlung Gremberghoven                                              | Gremberghoven Rather Str. 7 Karte       |                    | 1919-1929 | 6. November 2003   | 8640.6.7       |
| Fotos hochladen                         | Siedlung Gremberghoven                                              | Gremberghoven Rather Str. 8 Karte       |                    | 1919–1929 | 6. November 2003   | 8640.6.8       |
| BW                                      | Siedlung Gremberghoven                                              | Gremberghoven Rather Str. 9 Karte       |                    | 1919-1929 | 6. November 2003   | 8640.6.9       |
| BW                                      | Siedlung Gremberghoven                                              | Gremberghoven Rather Str. 10 Karte      |                    | 1919-1929 | 6. November 2003   | 8640.6.10      |
| BW                                      | Siedlung Gremberghoven                                              | Gremberghoven Rather Str. 11 Karte      |                    | 1919-1929 | 6. November 2003   | 8640.6.11      |
| BW                                      | Siedlung Gremberghoven                                              | Gremberghoven Rather Str. 12 Karte      |                    | 1919-1929 | 6. November 2003   | 8640.6.12      |
| BW                                      | Siedlung Gremberghoven                                              | Gremberghoven Rather Str. 13 Karte      |                    | 1919-1929 | 6. November 2003   | 8640.6.13      |
| BW                                      | Siedlung Gremberghoven                                              | Gremberghoven Rather Str. 14 Karte      |                    | 1919-1929 | 6. November 2003   | 8640.6.14      |
| BW                                      | Siedlung Gremberghoven                                              | Gremberghoven Rather Str. 15 Karte      |                    | 1919-1929 | 6. November 2003   | 8640.6.15      |
| BW                                      | Siedlung Gremberghoven                                              | Gremberghoven Rather Str. 16 Karte      |                    | 1919-1929 | 6. November 2003   | 8640.6.16      |
| Fotos hochladen                         | Siedlung Gremberghoven                                              | Gremberghoven Rather Str. 17 Karte      |                    | 1919–1929 | 6. November 2003   | 8640.6.17      |
| BW                                      | Siedlung Gremberghoven                                              | Gremberghoven Rather Str. 18 Karte      |                    | 1919-1929 | 6. November 2003   | 8640.6.18      |
| BW                                      | Siedlung Gremberghoven                                              | Gremberghoven Rather Str. 19 Karte      |                    | 1919-1929 | 6. November 2003   | 8640.6.19      |
| BW                                      | Siedlung Gremberghoven                                              | Gremberghoven Rather Str. 20 Karte      |                    | 1919-1929 | 6. November 2003   | 8640.6.20      |
| Fotos hochladen                         | Siedlung Gremberghoven                                              | Gremberghoven Rather Str. 21 Karte      |                    | 1919–1929 | 6. November 2003   | 8640.6.21      |
| Fotos hochladen                         | Siedlung Gremberghoven                                              | Gremberghoven Rather Str. 22 Karte      |                    | 1919–1929 | 6. November 2003   | 8640.6.22      |
| Fotos hochladen                         | Siedlung Gremberghoven                                              | Gremberghoven Rather Str. 23 Karte      |                    | 1919–1929 | 6. November 2003   | 8640.6.23      |
| Fotos hochladen                         | Siedlung Gremberghoven                                              | Gremberghoven Rather Str. 24 Karte      |                    | 1919–1929 | 6. November 2003   | 8640.6.24      |
| BW                                      | Siedlung Gremberghoven                                              | Gremberghoven Rather Str. 25 Karte      |                    | 1919-1929 | 6. November 2003   | 8640.6.25      |
| Fotos hochladen                         | Siedlung Gremberghoven                                              | Gremberghoven Rather Str. 26 Karte      |                    | 1919–1929 | 6. November 2003   | 8640.6.26      |
| BW                                      | Siedlung Gremberghoven                                              | Gremberghoven Rather Str. 27 Karte      |                    | 1919-1929 | 6. November 2003   | 8640.6.27      |
| BW                                      | Siedlung Gremberghoven                                              | Gremberghoven Rather Str. 28 Karte      |                    | 1919-1929 | 6. November 2003   | 8640.6.28      |
| BW                                      | Siedlung Gremberghoven                                              | Gremberghoven Rather Str. 29 Karte      |                    | 1919-1929 | 6. November 2003   | 8640.6.29      |
| BW                                      | Siedlung Gremberghoven                                              | Gremberghoven Rather Str. 30 Karte      |                    | 1919-1929 | 6. November 2003   | 8640.6.30      |
| BW                                      | Siedlung Gremberghoven                                              | Gremberghoven Rather Str. 31 Karte      |                    | 1919-1929 | 6. November 2003   | 8640.6.31      |
| BW                                      | Siedlung Gremberghoven                                              | Gremberghoven Rather Str. 32 Karte      |                    | 1919-1929 | 6. November 2003   | 8640.6.32      |
| BW                                      | Siedlung Gremberghoven                                              | Gremberghoven Rather Str. 33 Karte      |                    | 1919-1929 | 6. November 2003   | 8640.6.33      |
| BW                                      | Siedlung Gremberghoven                                              | Gremberghoven Rather Str. 34 Karte      |                    | 1919-1929 | 6. November 2003   | 8640.6.34      |
| BW                                      | Siedlung Gremberghoven                                              | Gremberghoven Rather Str. 35 Karte      |                    | 1919-1929 | 6. November 2003   | 8640.6.35      |
| Fotos hochladen                         | Siedlung Gremberghoven                                              | Gremberghoven Rather Str. 36 Karte      |                    | 1919–1929 | 6. November 2003   | 8640.6.36      |
| Fotos hochladen                         | Siedlung Gremberghoven                                              | Gremberghoven Rather Str. 38 Karte      |                    | 1919–1929 | 6. November 2003   | 8640.6.38      |
| Fotos hochladen                         | Siedlung Gremberghoven                                              | Gremberghoven Rather Str. 40 Karte      |                    | 1919–1929 | 6. November 2003   | 8640.6.40      |
| BW                                      | Siedlung Gremberghoven                                              | Gremberghoven Rather Str. 42 Karte      |                    | 1919-1929 | 6. November 2003   | 8640.6.42      |
| BW                                      | Siedlung Gremberghoven                                              | Gremberghoven Rather Str. 44 Karte      |                    | 1919-1929 | 6. November 2003   | 8640.6.44      |
| BW                                      | Siedlung Gremberghoven                                              | Gremberghoven Rather Str. 46 Karte      |                    | 1919-1929 | 6. November 2003   | 8640.6.46      |
| BW                                      | Siedlung Gremberghoven                                              | Gremberghoven Rather Str. 48 Karte      |                    | 1919-1929 | 6. November 2003   | 8640.6.48      |
| BW                                      | Siedlung Gremberghoven                                              | Gremberghoven Rather Str. 50 Karte      |                    | 1919-1929 | 6. November 2003   | 8640.6.50      |
| BW                                      | Siedlung Gremberghoven                                              | Gremberghoven Rather Str. 52 Karte      |                    | 1919-1929 | 6. November 2003   | 8640.6.52      |
| BW                                      | Siedlung Gremberghoven                                              | Gremberghoven Rather Str. 54 Karte      |                    | 1919-1929 | 6. November 2003   | 8640.6.54      |
| BW                                      | Siedlung Gremberghoven                                              | Gremberghoven Rather Str. 56 Karte      |                    | 1919-1929 | 6. November 2003   | 8640.6.56      |
| BW                                      | Siedlung Gremberghoven                                              | Gremberghoven Rather Str. 58 Karte      |                    | 1919-1929 | 6. November 2003   | 8640.6.58      |
| BW                                      | Siedlung Gremberghoven                                              | Gremberghoven Rather Str. 60 Karte      |                    | 1919-1929 | 6. November 2003   | 8640.6.60      |
| BW                                      | Siedlung Gremberghoven                                              | Gremberghoven Rather Str. 62 Karte      |                    | 1919-1929 | 6. November 2003   | 8640.6.62      |
| BW                                      | Siedlung Gremberghoven                                              | Gremberghoven Rather Str. 64 Karte      |                    | 1919-1929 | 6. November 2003   | 8640.6.64      |
| BW                                      | Siedlung Gremberghoven                                              | Gremberghoven Rather Str. 66 Karte      |                    | 1919–1929 | 6. November 2003   | 8640.6.66      |
| BW                                      | Siedlung Gremberghoven                                              | Gremberghoven Talweg 1 Karte            |                    | 1919-1929 | 6. November 2003   | 8640.7.1       |
| Fotos hochladen                         | Siedlung Gremberghoven                                              | Gremberghoven Talweg 2a Karte           |                    | 1919–1929 | 6. November 2003   | 8640.7.2a      |
| BW                                      | Siedlung Gremberghoven                                              | Gremberghoven Talweg 3 Karte            |                    | 1919-1929 | 6. November 2003   | 8640.7.3       |
| Fotos hochladen                         | Siedlung Gremberghoven                                              | Gremberghoven Talweg 4 Karte            |                    | 1919–1929 | 6. November 2003   | 8640.7.4       |
| BW                                      | Siedlung Gremberghoven                                              | Gremberghoven Talweg 5 Karte            |                    | 1919-1929 | 6. November 2003   | 8640.7.5       |
| Fotos hochladen                         | Siedlung Gremberghoven                                              | Gremberghoven Talweg 6 Karte            |                    | 1919–1929 | 6. November 2003   | 8640.7.6       |
| BW                                      | Siedlung Gremberghoven                                              | Gremberghoven Talweg 7 Karte            |                    | 1919-1929 | 6. November 2003   | 8640.7.7       |
| Fotos hochladen                         | Siedlung Gremberghoven                                              | Gremberghoven Talweg 8 Karte            |                    | 1919–1929 | 6. November 2003   | 8640.7.8       |
| BW                                      | Siedlung Gremberghoven                                              | Gremberghoven Talweg 9 Karte            |                    | 1919-1929 | 6. November 2003   | 8640.7.9       |
| Fotos hochladen                         | Siedlung Gremberghoven                                              | Gremberghoven Talweg 10 Karte           |                    | 1919–1929 | 6. November 2003   | 8640.7.10      |
| BW                                      | Siedlung Gremberghoven                                              | Gremberghoven Talweg 11 Karte           |                    | 1919-1929 | 6. November 2003   | 8640.7.11      |
| Fotos hochladen                         | Siedlung Gremberghoven                                              | Gremberghoven Talweg 12 Karte           |                    | 1919–1929 | 6. November 2003   | 8640.7.12      |
| BW                                      | Siedlung Gremberghoven                                              | Gremberghoven Talweg 13 Karte           |                    | 1919-1929 | 6. November 2003   | 8640.7.13      |
| Fotos hochladen                         | Siedlung Gremberghoven                                              | Gremberghoven Talweg 14 Karte           |                    | 1919–1929 | 6. November 2003   | 8640.7.14      |
| BW                                      | Siedlung Gremberghoven                                              | Gremberghoven Talweg 15 Karte           |                    | 1919-1929 | 6. November 2003   | 8640.7.15      |
| Fotos hochladen                         | Siedlung Gremberghoven                                              | Gremberghoven Talweg 16 Karte           |                    | 1919–1929 | 6. November 2003   | 8640.7.16      |
| BW                                      | Siedlung Gremberghoven                                              | Gremberghoven Talweg 17 Karte           |                    | 1919-1929 | 6. November 2003   | 8640.7.17      |
| Fotos hochladen                         | Siedlung Gremberghoven                                              | Gremberghoven Talweg 18 Karte           |                    | 1919–1929 | 6. November 2003   | 8640.7.18      |
| BW                                      | Siedlung Gremberghoven                                              | Gremberghoven Talweg 19 Karte           |                    | 1919-1929 | 6. November 2003   | 8640.7.19      |
| Fotos hochladen                         | Siedlung Gremberghoven                                              | Gremberghoven Talweg 20 Karte           |                    | 1919–1929 | 6. November 2003   | 8640.7.20      |
| BW                                      | Siedlung Gremberghoven                                              | Gremberghoven Talweg 21 Karte           |                    | 1919-1929 | 6. November 2003   | 8640.7.21      |
| Fotos hochladen                         | Siedlung Gremberghoven                                              | Gremberghoven Talweg 22 Karte           |                    | 1919–1929 | 6. November 2003   | 8640.7.22      |
| BW                                      | Siedlung Gremberghoven                                              | Gremberghoven Talweg 23 Karte           |                    | 1919-1929 | 6. November 2003   | 8640.7.23      |
| Fotos hochladen                         | Siedlung Gremberghoven                                              | Gremberghoven Talweg 24 Karte           |                    | 1919–1929 | 6. November 2003   | 8640.7.24      |
| BW                                      | Siedlung Gremberghoven                                              | Gremberghoven Talweg 25 Karte           |                    | 1919-1929 | 6. November 2003   | 8640.7.25      |
| Fotos hochladen                         | Siedlung Gremberghoven                                              | Gremberghoven Talweg 26 Karte           |                    | 1919–1929 | 6. November 2003   | 8640.7.26      |
| BW                                      | Siedlung Gremberghoven                                              | Gremberghoven Talweg 27 Karte           |                    | 1919-1929 | 6. November 2003   | 8640.7.27      |
| Fotos hochladen                         | Siedlung Gremberghoven                                              | Gremberghoven Talweg 28 Karte           |                    | 1919–1929 | 6. November 2003   | 8640.7.28      |
| BW                                      | Siedlung Gremberghoven                                              | Gremberghoven Talweg 29 Karte           |                    | 1919-1929 | 6. November 2003   | 8640.7.29      |
| Fotos hochladen                         | Siedlung Gremberghoven                                              | Gremberghoven Talweg 30 Karte           |                    | 1919–1929 | 6. November 2003   | 8640.7.30      |
| BW                                      | Siedlung Gremberghoven                                              | Gremberghoven Talweg 31 Karte           |                    | 1919-1929 | 6. November 2003   | 8640.7.31      |
| Fotos hochladen                         | Siedlung Gremberghoven                                              | Gremberghoven Talweg 32 Karte           | Bild: linkes Haus. | 1919–1929 | 6. November 2003   | 8640.7.32      |
| BW                                      | Siedlung Gremberghoven                                              | Gremberghoven Talweg 33 Karte           |                    | 1919-1929 | 6. November 2003   | 8640.7.33      |
| Fotos hochladen                         | Siedlung Gremberghoven                                              | Gremberghoven Talweg 34 Karte           |                    | 1919–1929 | 6. November 2003   | 8640.7.34      |
| BW                                      | Siedlung Gremberghoven                                              | Gremberghoven Talweg 35 Karte           |                    | 1919-1929 | 6. November 2003   | 8640.7.35      |
| Fotos hochladen                         | Siedlung Gremberghoven                                              | Gremberghoven Talweg 36 Karte           |                    | 1919–1929 | 6. November 2003   | 8640.7.36      |
| BW                                      | Siedlung Gremberghoven                                              | Gremberghoven Talweg 37 Karte           |                    | 1919–1929 | 6. November 2003   | 8640.7.37      |
| BW                                      | Siedlung Gremberghoven                                              | Gremberghoven Talweg 39 Karte           |                    | 1919–1929 | 6. November 2003   | 8640.7.39      |
| BW                                      | Siedlung Gremberghoven                                              | Gremberghoven Talweg 41 Karte           |                    | 1919–1929 | 6. November 2003   | 8640.7.41      |
| BW                                      | Siedlung Gremberghoven                                              | Gremberghoven Talweg 43 Karte           |                    | 1919–1929 | 6. November 2003   | 8640.7.43      |
| BW                                      | Siedlung Gremberghoven                                              | Gremberghoven Talweg 45 Karte           |                    | 1919–1929 | 6. November 2003   | 8640.7.45      |